# Anbessa City Bus Service Enterprise

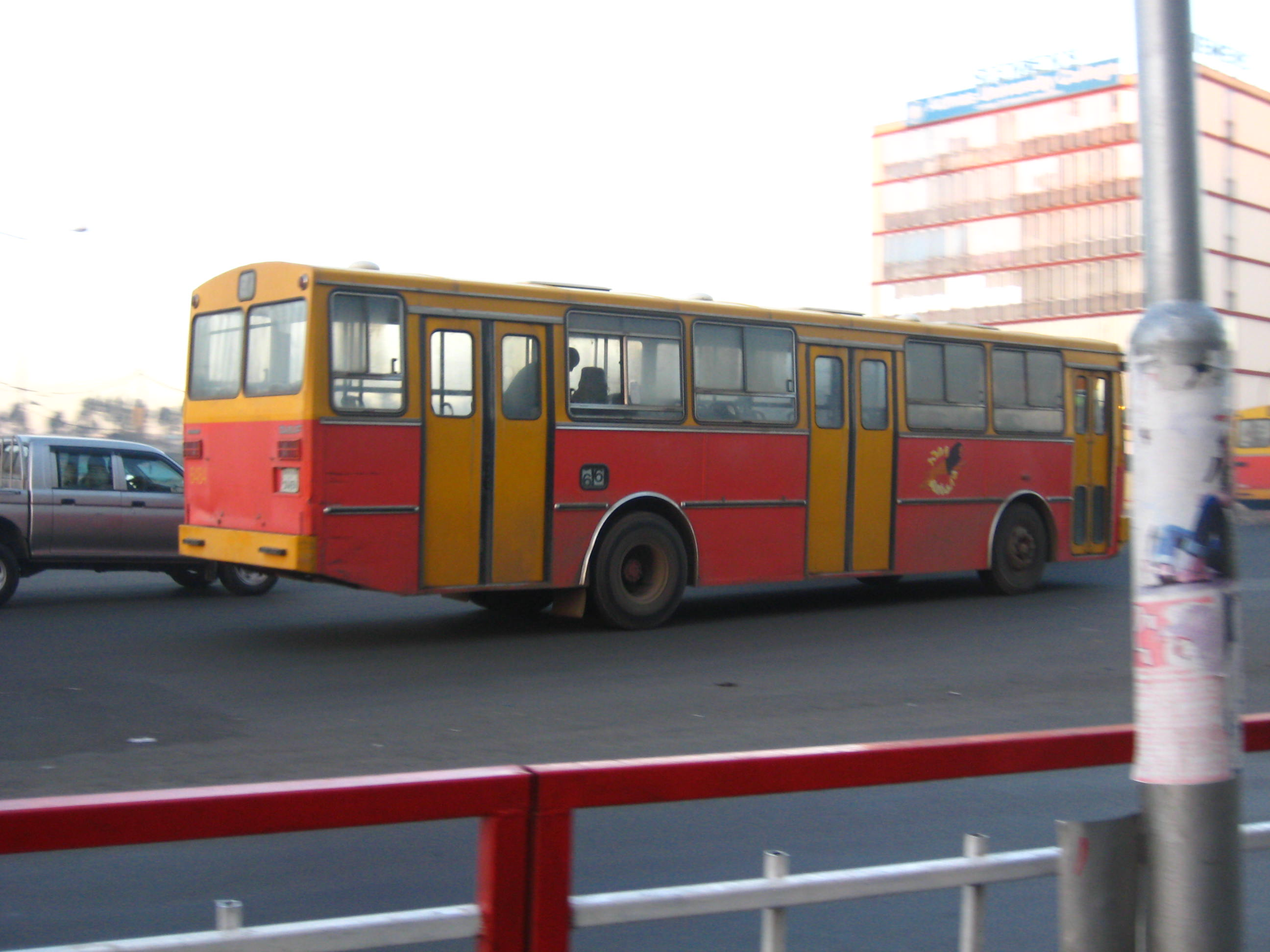
Bus Anbessa à Mesqel Square

Anbessa City Bus Service Enterprise (ou simplement Anbessa) est une compagnie publique qui assure les transports en autobus d'Addis Abeba, capitale de l'Éthiopie.

## Histoire
La compagnie a été fondée en 1943 avec 5 véhicules militaires qui desservaient 5 lignes. De 1952 à 1974, le capital de l'entreprise a été détenu par plusieurs actionnaires, incluant notamment des membres du gouvernement, de l'Église éthiopienne orthodoxe et de la famille de l'empereur Haïlé Sélassié Ier. Après la révolution éthiopienne de 1974, la compagnie fut nationalisée en 1974. Elle passa alors sour le contrôle du ministère des Communications et du transport.

## Structure
De couleur jaune et rouge, la flotte est composée, en 2013, d'environ 700 véhicules (autobus de marque Mercedes et DAF) qui desservent les quelque 1 640 arrêts et trois terminaux, à l'aide des 93 lignes et autres lignes express qui sillonnent la capitale.
Elle est subventionnée par la municipalité et transporte 40 % du trafic de passagers.